# 西安大略大学

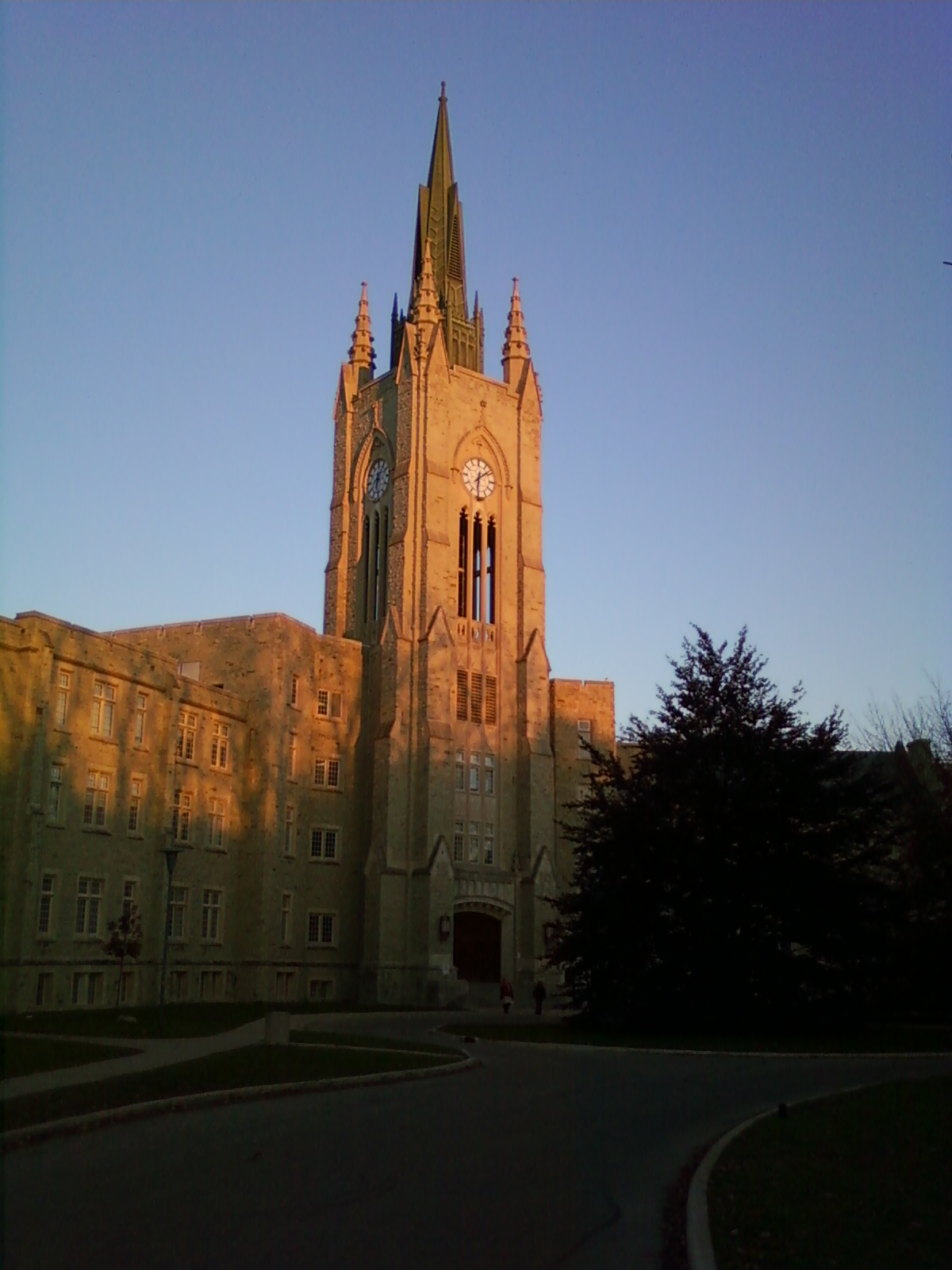
主學院大樓

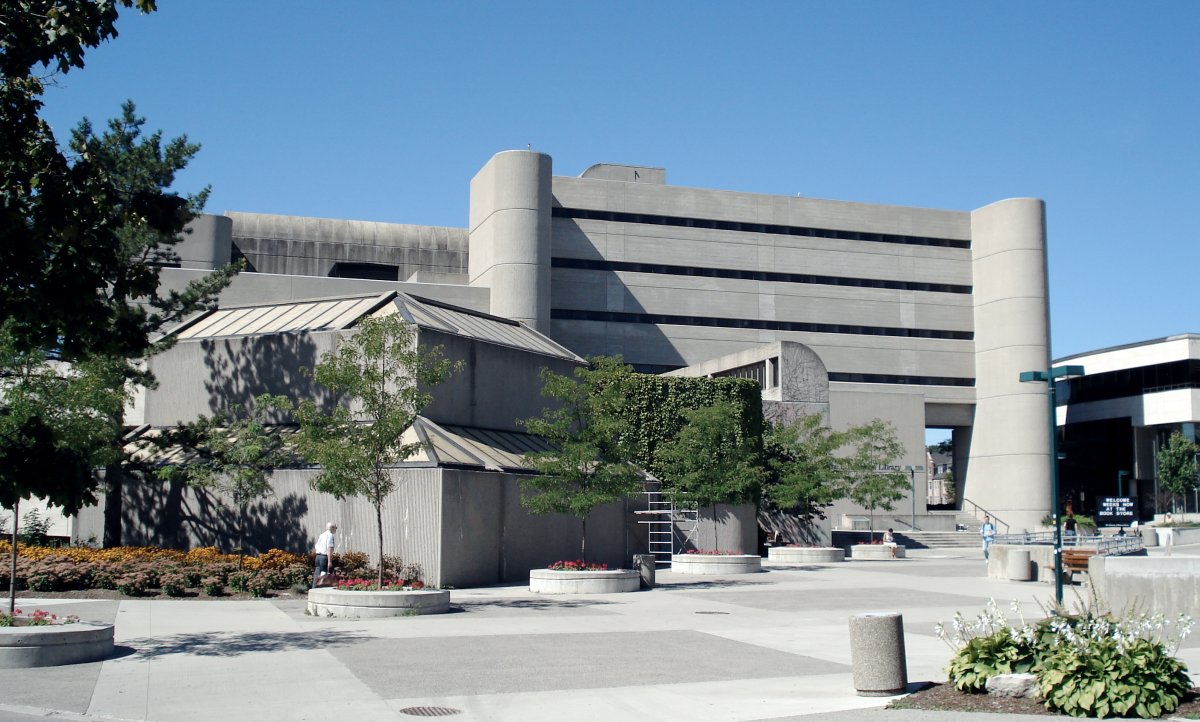
Weldon圖書館

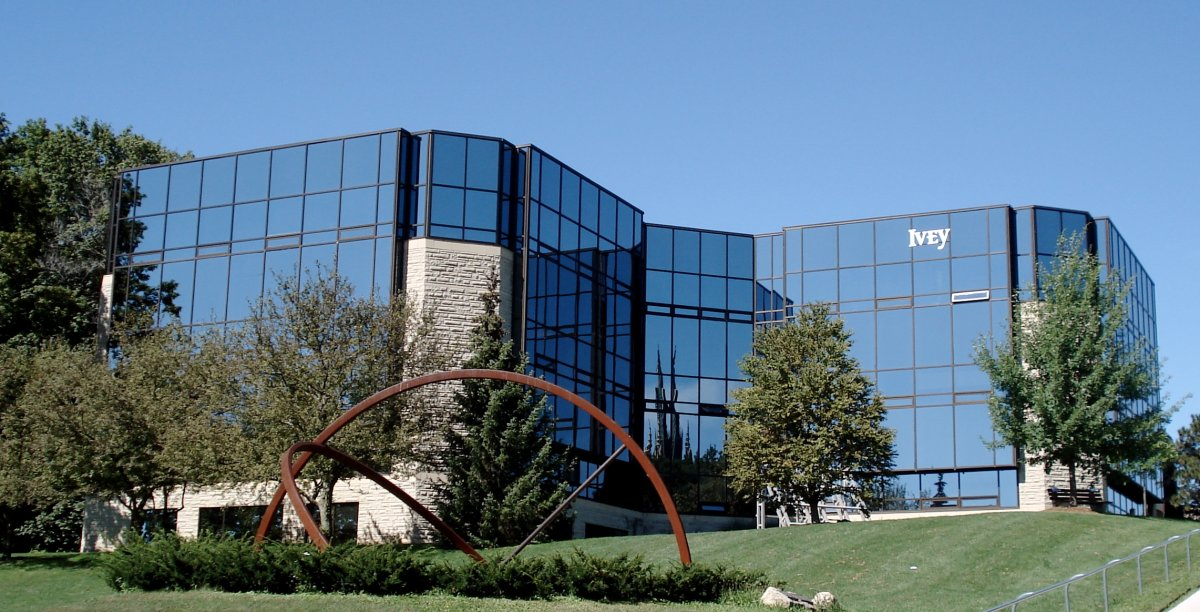
前毅偉商學院大樓，現為國際及研究生事務大樓

西安大略大学，又称韦仕敦大学（英語：或，簡稱或），是位于加拿大安大略省伦敦的一所著名的医学博士类公立大学。西安大略大学建立于1878年，建校初为宗教大学，由英国国教会建立，当时取名为 “安大略省伦敦西部大学”（The Western University of London, Ontario）。至1908年轉為非教派大學并改为现名。它是加拿大U15及加拿大老四校成员之一。

## 校园

Former tower logo (1998–2012)

西安大略大学位于安大略泰晤士河北支附近，占地面积1.6平方公里。主校区共有75座建筑。该大学在校外亦持有土地。大学的图书馆系统共有七个主要服务区，共藏有超过7700万项目，包括书籍、图像及电子格式档案。这些资源构成了加拿大最大的研究图书馆系统之一。馆内有许多特殊类别的收藏，包括加拿大相关、艺术史、运动史、音乐和法律类别的藏书。西安大略大学的图书馆有：
- 档案及研究收藏中心；
- 商业图书馆；
- 教育图书馆；
- 约翰与道特萨·白特夫家庭法律图书馆；
- 音乐图书馆；
- 爱琳与贝蒂·泰勒图书馆；
- D.B.威尔顿图书馆；
- 荣誉图书馆。

大学的运动设施包括可容纳8000名观众的Western校友大球場（Western Alumni Stadium，原名「TD瓦特豪斯大球場」，2021年改為現名）、冰球场、室内跑道、冰上溜石场及网球场的汤普森娱乐运动中心，还有内建室内篮球、排球等多功能厅的校友大堂。
大学校园内也拥有艺术表演设施、零售店、食品店，以及加拿大最古老的大学美术馆——麦金托什美术馆。

## 历史
西安大略大学由圣公会休伦教區主教艾萨克·海尔马瑟于1878年创办，当时名为“安大略省伦敦西部大学”（The Western University of London, Ontario）。它合并了创办于1863年的休伦大学学院（Huron University College）。该大学首先创办的四个系为艺术、神学、法学及医学。1881年大學开始授课，当时只有15名学生。这些学生中最早於1883年毕业。1916年，大学向金斯米尔家族买下现今校区的所在地，因西安大略大学对安大略省以及全加拿大的卓越贡献，于1923年更名为“西安大略大学”。最早建造的两座建筑物分别为艺术楼（今大学学院）和自然科学楼（今物理天文楼）。这些建筑物是以新哥特式风格（或称“学院哥特”）建造的。校园中最具特色的建筑之一大学学院塔后来被命名为米都塞克斯纪念塔，以纪念二战时期赴战场的米都塞克斯縣人（当时在校的40名男大学生全部被征召入伍）。大学现今用地是由1924年开始用於授课的。1925年至1960年间的滑鐵盧學院（即現在的威尔弗里德·劳雷尔大學和滑铁卢大学前身），1919年至1964年的Assumption College （今天温莎大学的前身之一）也都是西安大略大学的附属学院。
二战结束后，西安大略大学迅速扩大。到了1970年代，约有10%的安大略省大学生都就读于西安大略大学。二战后，大学新增了新的科系，如研究所科系、工商管理学院（今毅伟商学院）、工程科学系、法学系，以及Althouse教育学院。
其他著名的建筑有泰晤士大堂（建于1950年）、史蒂文森-罗森楼（建于1959年）、米都塞克斯学院及其著名的钟楼（建于1960年）、塔尔伯特学院（建于1966年）、校友大堂（建于1967年）、大学校区伦敦健康科学中心、约翰·P·罗伯特研究学院、罗森健康研究学院、D.B.威尔顿图书馆、约翰·拉巴特视觉艺术中心、边缘层风洞实验室、大学社区中心、社会科学中心和Western校友体育场（建于2001年，原名「TD瓦特豪斯运动场」，2021年改為現名）。该大学也拥有以名演员休姆·克罗宁的祖父命名的，加拿大最早的大学天文台之一的休姆·克罗宁纪念天文台。麦金托什美术馆则建于1942年，是现今加拿大最古老的大学美术馆。
大学颜色为白色与紫色。大学的格言为，意为“真理与实用”。西安大略大学作为安大略省优秀的研究型大学，2007年前一直在《麦克林》杂志上排名加拿大前五，2007年起该校对外宣称“不参与包括《麦克林》杂志在内的任何排名，学校也不对外提供任何资料数据”。

## 组织
大學通過校董會（Board of Governors）和教務委員會（Senate）實施管理。教務委員會為大學學術管理機構，也是西安大略大學的首個管理機構，由該大學的創始文件1878年《安大略省倫敦西部大學成立為法團法令》（An Act to incorporate The Western University of London, Ontario）授權成立。校董會則於1892年在《〈安大略省倫敦西部大學成立為法團法令〉修訂法令》（An Act to amend the Act to incorporate the Western University of London, Ontario）中成立。校董會負責大學的校務管理，包括財務事宜。校董會的當然成員包括大學校監、校長、倫敦市長、美度息士縣縣長及校董會秘書長。校董會還包括其他26名成員。校董由大學社群及周邊社群的成員委任或選舉產生，其中包括由選舉產生的學生代表。
教務委員會負責大學的學術政策。教務委員會由20名當然成員組成，包括大學校監、校長、副校長、各個學院的院長、圖書館館長及教務委員會秘書長。教務委員會秘書長是無投票權的當然成員。教務委員會還包括46名由選舉產生的大學教職員工代表、18名學生代表以及來自附屬大學學院的9名委員，其中包括大學學院的校長。教務委員會還包括來自大學社群的其他9名委員。教務委員會總共有103名委員，其中102名有投票權。此外，教務委員會還有10至13名正式觀察員。
校監和校長作為大學的行政總監，對校董會和教務委員會負責，監管和指導大學的學術、行政工作以及教學和非教學人員。校監為大學名譽性及禮儀性的首長，其任期為四年，不可連任。西安大略大學現任校監為Linda Hasenfratz，校長則是薛柏倫（Alan Shepard）。2021年12月31日，薛柏倫校長因病休假，由常務副校長Sarah Prichard署理職權。校長現已復職。
該大學擁有12個學院：
- 舒立什醫學及牙醫學院 網站 （页面存档备份，存于）
- 文學院 網站 （页面存档备份，存于）
- 教育學院 網站 （页面存档备份，存于）
- 工程學院 網站 （页面存档备份，存于）
- 研究院 網站 （页面存档备份，存于）
- 健康科學學院 網站 （页面存档备份，存于）
- 訊息與媒體研究學院 網站 （页面存档备份，存于）
- 法律學院 網站 （页面存档备份，存于）
- 堂·萊特音樂學院 網站 （页面存档备份，存于）
- 毅偉商學院
- 理學院 網站 （页面存档备份，存于）
- 社會科學院 網站 （页面存档备份，存于）

西安大略大學另有三個附屬大學學院：
- 布雷西亞大學學院（天主教；加拿大唯一的女子大學學院）
- 休倫大學學院（英國國教；包括英國國教神學院）
- 國王大學學院（天主教；包括聖伯多祿神學院 網站 （页面存档备份，存于））

另外，大學在市區的花旗廣場（Citi Plaza）還設有成人教育設施。

## 校园生活
西安大略大学共有12个学院，提供从学士到博士以及非学位项目的各种学科的课程，除此之外还有3个附属的大学学院。该校的毅偉商學院（Richard Ivey School of Business）享有很高的国际声誉，是北美案例法教育的两大发源地之一。
西安大略大学共有约25000名本科在读生以及5000名研究生。国王大学学院共有3100名学生，休伦大学学院共有1000名，布雷舍尔大学学院共有500名。主校区内的学生宿舍包括：
- 传统式宿舍：
  - 索金–美特蘭堂（1252人）
  - 蜜惠-薛鄧咸堂（614人）
  - 特拉华堂（465人）
  - 巴富堂（445人）
  - 威斯敏斯特宿舍（240人，於2006年5月關閉並改建為辦公室）
- 套房式宿舍
  - 雅息士堂（508人）
  - 伊利近堂（407人）
  - 校友樓（240人）
  - 伦敦堂（417人）
  - 林頓堂（280人，原為大學擁有的公寓，將於2021年9月改為學生宿舍）
- 半套房式宿舍
  - 安大略堂（1000人）

另外，各附属大學学院都拥有自己的宿舍楼。
校园内的大学社区中心里设有许多学生组织的社团与媒体，比如西安大略大学的学生日报The Gazette、tvWestern、校园电视台以及校园广播。校园里也有颇受欢迎的学生休闲厅，其中有The Spoke酒吧区和The Wave餐厅及舞社。校内团体精神十分活跃，学生们也非常踊跃参加各种社交活动。新生介绍周以及毕业生返校是最热门的活动。西安大略的新生介绍周花费60万加元，是加拿大大学新生介绍会里规模最大的。西安大略大学学生会的代表们还在其他大学开设讲座，讲解如何举办像西安大略那样的新生介绍周。

## 运动、社团及传统
西安大略大学的J.W.李特运动场在1929年建成，并被用作同学会场地至1960年。之后直至2001年，该场地一直被用作运动场。2001年被拆除后，由TD瓦特豪斯运动场取代。新的运动场是2001年夏季加拿大全国运动会的会址。2021年，該運動場改名為「Western校友運動場」。
西安大略大学拥有超过20支运动队伍，称为西安大略野马队。1939年至1948年，西安大略的橄榄球队所向无敌，赢得了6届瓦尼尔杯冠军。约翰·P·梅特拉斯出任该队教练30年。西安大略男子篮球队也获得过不少冠军。
西安大略大学拥有加拿大两支历史最长的大学管乐队之一的西安大略野马乐团。该团于1938年由古典学院校友堂·莱特（现音乐系即以其命名）所创立。另一支如是的乐队则是在皇后大学。野马拉拉队连续获得了21届加拿大大学学院冠军赛的冠军。这支在1929年成立的队伍是加拿大历史最悠久的大学拉拉队伍。
大学内还设有超过175个社团，内容包含学习、宗教、文化、以及其他目标。这些社团归大学学生会所管。大学学生会发行的The UWO Gazette是加拿大唯一一个每日发刊的学生报纸。该报于1904年创立，1937年得其名。
西安大略大学的长期竞争对手为位于东边的多伦多大学和滑铁卢大学、位于安大略哈密尔顿的麦克马斯特大学以及位于安大略金斯顿的皇后大学。

## 著名校友
- 弗雷德里克·格蘭特·班廷爵士，胰岛素的发现者，1923年诺贝尔生理学或医学奖得主。
- 艾丽斯·芒罗，2013年諾貝爾文學獎得主。
- 大卫·彼得森，安大略省前省长。
- 希拉·科普斯，国王大学学院（BA 1973），加拿大第6任及第7任（连任但未完成任期）加拿大副总理。
- 艾伦·锡克，《成长的烦恼》中父亲杰森·西维尔的扮演者。
- 盖伦·韦斯顿，食品业巨头乔治韦斯顿公司执行总裁。他是加拿大第二富豪。
- 駔勉誠，加拿大新民主黨黨魁。
- 比爾·莫諾，2015年-2020年間任加拿大財政部長。
- 陳馮富珍，布雷舍尔大学学院（BA 1973），現任世界衞生組織總幹事，前香港特別行政區政府衞生署署長。
- 楊岳橋，執業大律師，前香港立法會議員。
- 杜挺豪，前亞洲電視藝人，1999年亞洲先生競選冠軍。
- 陳雅思，2013年多倫多華裔小姐亞軍，2016年香港小姐季軍。
- 朱鼎健，中华人民共和国政治人物、第十二届全国政协委员、香港商人。
- 梁卓偉教授，香港大學李嘉誠醫學院第40任院長。
- 鄭家純，現任新世界發展及新創建董事會主席。
- 黎韋詩，現任麥當勞香港董事總經理。

### 榮譽校友
- 菲臘親王殿下，愛丁堡公爵，西安大略大學榮譽法學博士。
- 李卓敏，香港中文大學創校校長，西安大略大學榮譽法學博士。
- 李澤鉅，加拿大籍香港企業家，西安大略大學榮譽法學博士。
- 盛智文，德國-猶太裔香港商人，「蘭桂坊之父」，西安大略大學榮譽法學博士。[33]